# برتسنهایم
برتسنهایم (به آلمانی: Bretzenheim) یک شهر در آلمان است که در باد کرویتسناخ واقع شده‌است. برتسنهایم ۲٬۴۱۸ نفر جمعیت دارد.

## نگارخانه

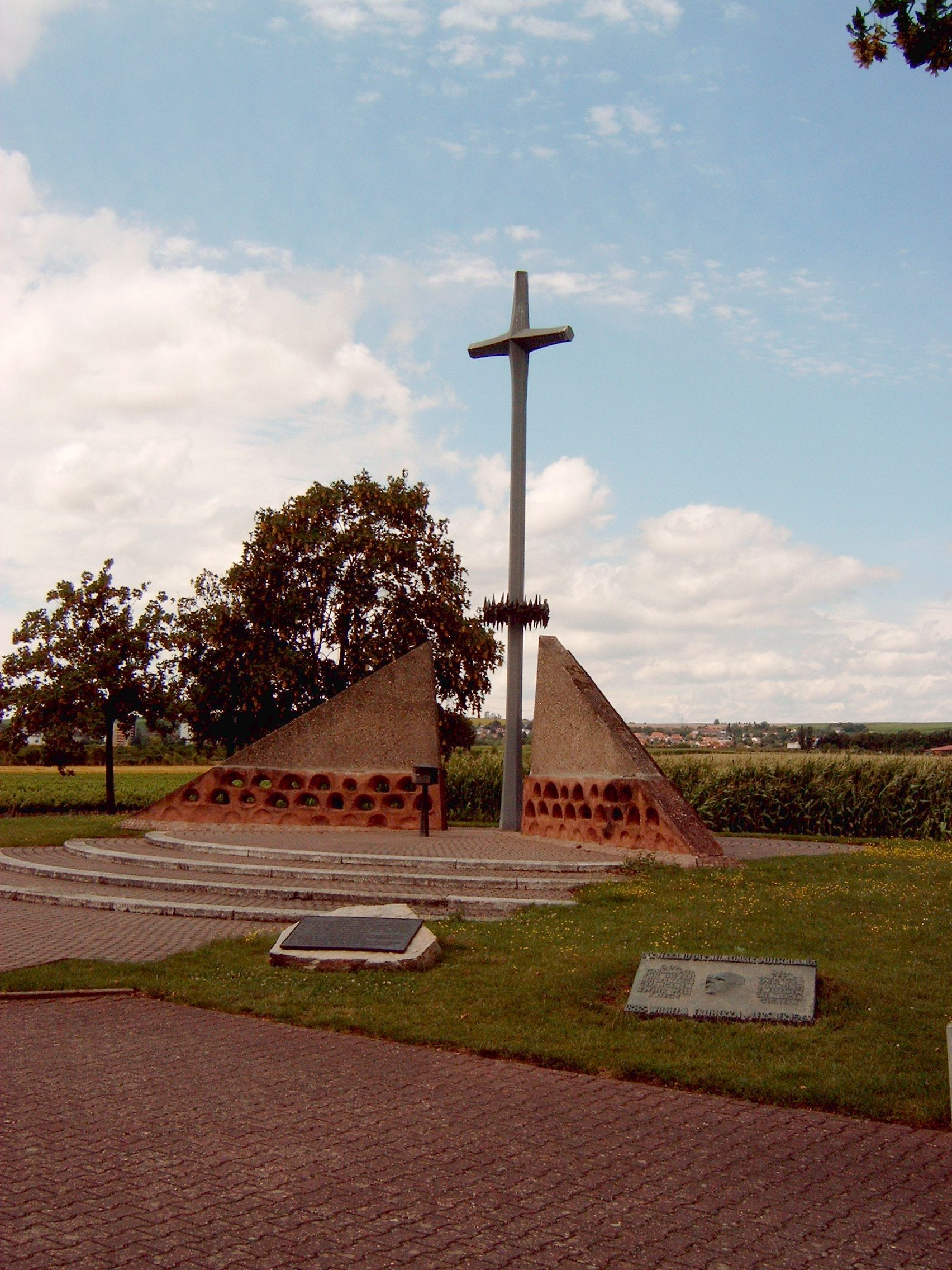
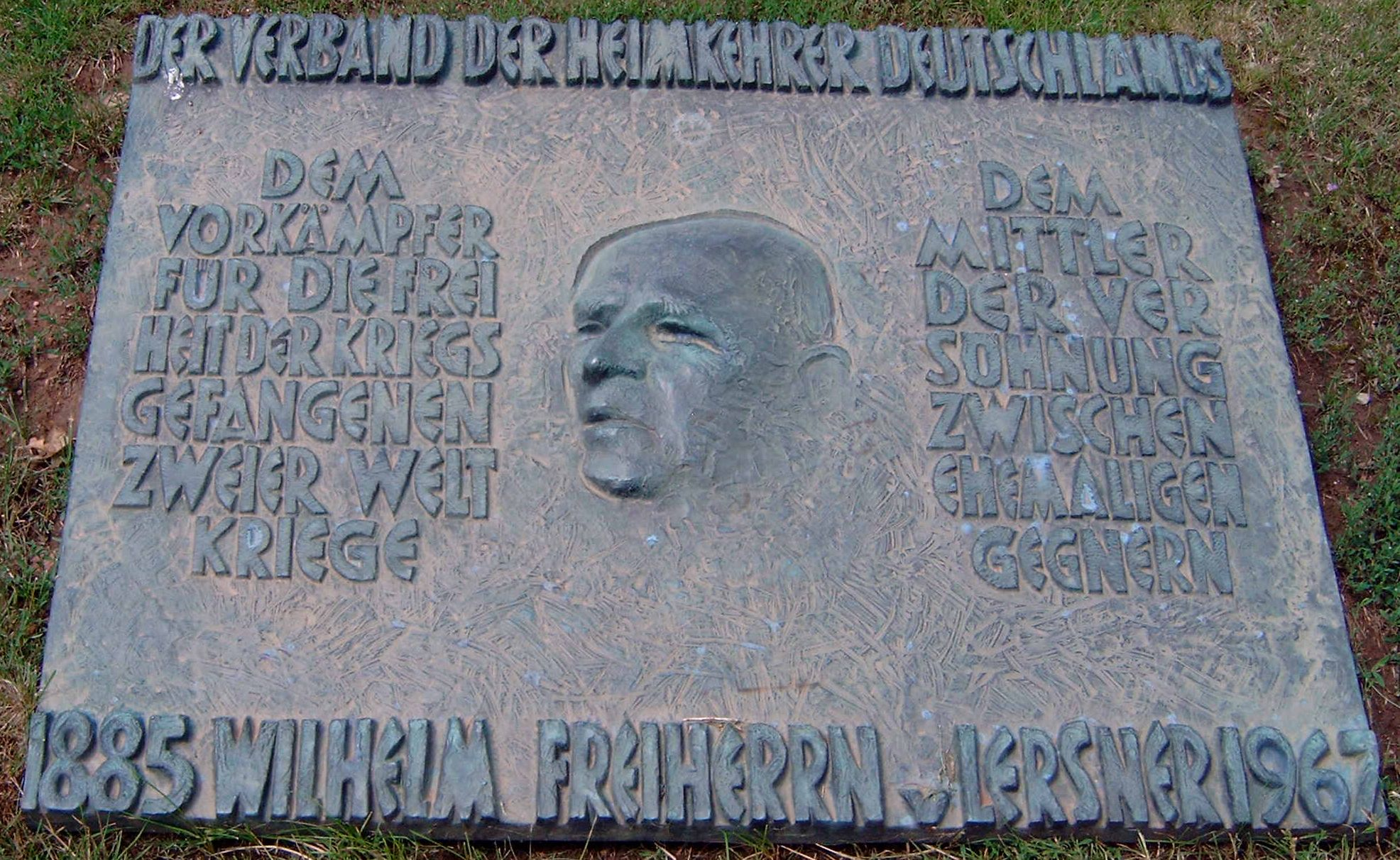
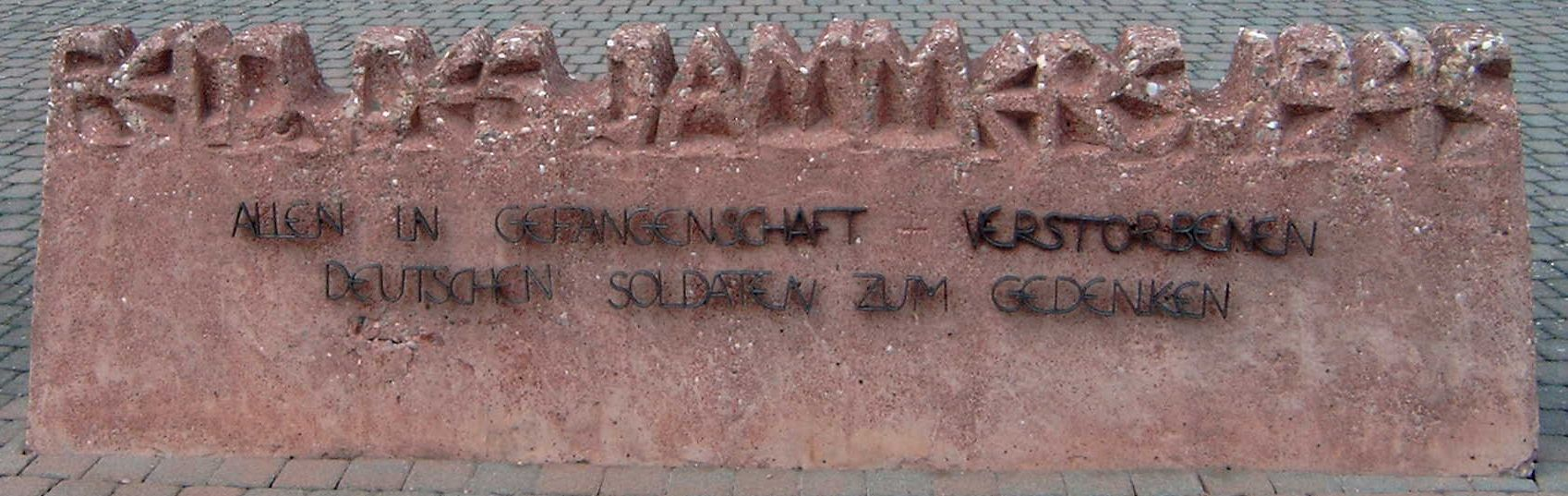
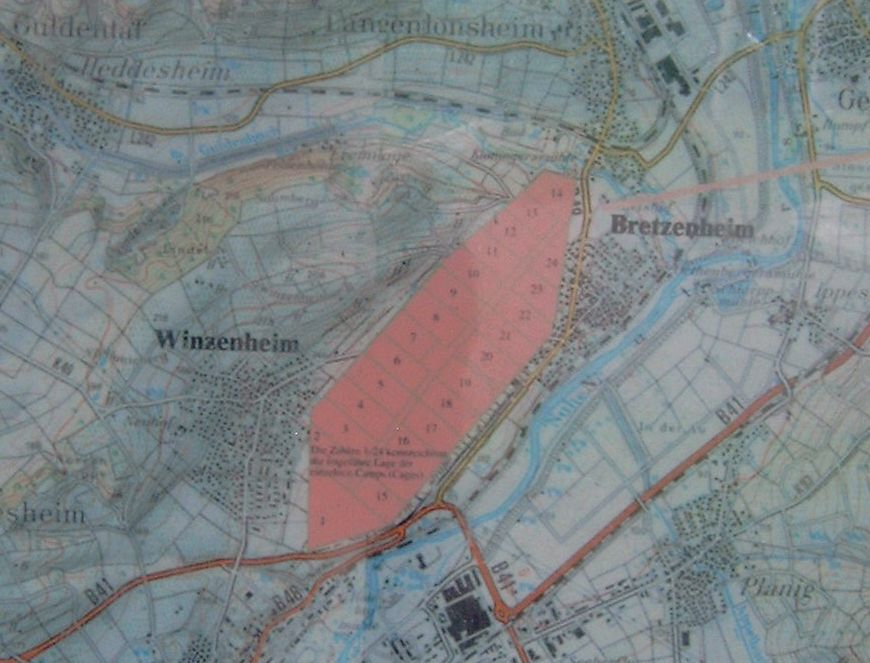